# آرثر باتون
آرثر باتون (بالإنجليزية: Arthur Patton)‏ هو لاعب دوري الرغبي أسترالي، ولد في 1916، وتوفي في 1990 في Leichhardt, New South Wales ‏ في أستراليا.